# 362 př. n. l.

## Hlavy států
- Perská říše – Artaxerxés II. (404 – 359 př. n. l.)
- Egypt – Nachtnebef (380 – 362 př. n. l.) » Džedhor (362 – 360 př. n. l.)
- Bosporská říše – Leukon (389 – 349 př. n. l.)
- Kappadokie – Datames (380 – 362 př. n. l.) » Ariamnes (362 – 350 př. n. l.)
- Bithýnie – Bas (376 – 326 př. n. l.)
- Sparta – Kleomenés II. (370 – 309 př. n. l.) a Agésiláos II. (399 – 360 př. n. l.)
- Athény – Charicleides (363 – 362 př. n. l.) » Molon (362 – 361 př. n. l.)
- Makedonie – Perdikkás III. (368 – 359 př. n. l.)
- Epirus – Neoptolemus I. (370 – 357 př. n. l.) a Arybbas (373 – 343 př. n. l.)
- Odryská Thrácie – Cotys I. (384 – 359 př. n. l.)
- Římská republika – konzulové Q. Servilius Ahala a L. Genucius Aventinensis (362 př. n. l.)
- Syrakusy – Dionysius II. (367 – 357 př. n. l.)
- Kartágo – Mago III. (375 – 344 př. n. l.)